# Rio Open 2022
Rio Open presented by Claro 2022 byl profesionální tenisový turnaj mužského okruhu ATP Tour, hraný v areálu Jockey Clubu Brasileiro na otevřených antukových dvorcích. Konal se mezi 14. až 20. únorem 2022 v brazilském Riu de Janeiru jako psmý ročník turnaje. V sezóně 2021 se nekonal kvůli pandemii covidu-19.
Turnaj s rozpočtem 1 815 115 dolarů patřil do kategorie ATP Tour 500. Nejvýše nasazeným v singlové soutěži se stal šestý tenista světa Matteo Berrettini z Itálie, kterého ve čtvrtfinále vyřadil pozdější vítěz Alcaraz. Jako poslední přímý účastník do dvouhry nastoupil 74. hráč žebříčku, Španěl Fernando Verdasco.
Druhý titul na okruhu ATP Tour vybojoval Španěl Carlos Alcaraz, jenž se v 18 letech stal nejmladším šampionem dvouhry kategorie ATP Tour 500 hrané od sezóny 2009. Deblovou soutěž ovládli Italové Simone Bolelli s Fabiem Fogninim, kteří získali čtvrtou společnou trofej.

## Rozdělení bodů a finančních odměn

### Rozdělení bodů
| Soutěž       | vítězové | finalisté | semifinalisté | čtvrtfinalisté | 16 v kole | 32 v kole | Q  | Q2 | Q1 |
| ------------ | -------- | --------- | ------------- | -------------- | --------- | --------- | -- | -- | -- |
| dvouhra mužů | 500      | 300       | 180           | 90             | 45        | 0         | 20 | 10 | 0  |
| čtyřhra mužů | 500      | 300       | 180           | 90             | —         | —         | —  | —  | —  |

### Finanční odměny
| Soutěž                              | vítězové  | finalisté | semifinalisté | čtvrtfinalisté | 16 v kole | 32 v kole | Q2      | Q1      |
| ----------------------------------- | --------- | --------- | ------------- | -------------- | --------- | --------- | ------- | ------- |
| dvouhra muž                         | 317 400 $ | 169 985 $ | 90 650 $      | 48 570 $       | 25 900 $  | 13 760 $  | 7 285 $ | 4 000 $ |
| čtyřhra mužů                        | 102 210 $ | 54 390 $  | 27 520 $      | 13 760 $       | 6 960 $   | —         | —       | —       |
| částka ve čtyřhře je uvedena na pár |           |           |               |                |           |           |         |         |

## Dvouhra mužů

### Nasazení
| Stát                         | Hráč                 | ATP | Nasazení |
| ---------------------------- | -------------------- | --- | -------- |
| Itálie                       | Matteo Berrettini    | 6.  | 1.       |
| Norsko                       | Casper Ruud          | 8.  | 2.       |
| Argentina                    | Diego Schwartzman    | 15. | 3.       |
| Španělsko                    | Pablo Carreño Busta  | 16. | 4.       |
| Chile                        | Cristian Garín       | 20. | 5.       |
| Itálie                       | Lorenzo Sonego       | 22. | 6.       |
| Španělsko                    | Carlos Alcaraz       | 29. | 7.       |
| Španělsko                    | Albert Ramos-Viñolas | 32. | 8.       |
| Žebříček ATP k 7. únoru 2022 |                      |     |          |

### Jiné formy účasti
Následující hráči obdrželi divokou kartu do hlavní soutěže:
- Felipe Meligeni Alves
- Thiago Monteiro
- Šang Ťün-čcheng[6]

Následující hráč obdržel do hlavní soutěže zvláštní výjimku:
- Francisco Cerúndolo

Následující hráči nastoupili do hlavní soutěže pod žebříčkovou ochranou: 
- Pablo Andújar
- Pablo Cuevas
- Fernando Verdasco

Následující hráči postoupili z kvalifikace:
- Sebastián Báez
- Daniel Elahi Galán
- Miomir Kecmanović
- Juan Ignacio Londero

Následující hráč postoupil z kvalifikace jako šťastný poražený:
- Roberto Carballés Baena

### Odhlášení
před zahájením turnaje
- Dominic Thiem → nahradil jej  Pablo Cuevas
- Casper Ruud → nahradil jej  Roberto Carballés Baena

## Mužská čtyřhra

### Nasazení
| Stát                                                                                  | Hráč                 | Stát      | Hráč             | ATP | Nasazení |
| ------------------------------------------------------------------------------------- | -------------------- | --------- | ---------------- | --- | -------- |
| Španělsko                                                                             | Marcel Granollers    | Argentina | Horacio Zeballos | 13. | 1.       |
| Kolumbie                                                                              | Juan Sebastián Cabal | Kolumbie  | Robert Farah     | 22. | 2.       |
| Spojené království                                                                    | Jamie Murray         | Brazílie  | Bruno Soares     | 37. | 3.       |
| Uruguay                                                                               | Ariel Behar          | Ekvádor   | Gonzalo Escobar  | 85. | 4.       |
| Žebříček ATP k 7. únoru 2022; číslo je součtem žebříčkového postavení obou členů páru |                      |           |                  |     |          |

### Jiné formy účasti
Následující páry obdržely divokou kartu do hlavní soutěže:
- Rogério Dutra da Silva /  Orlando Luz
- Rafael Matos /  Felipe Meligeni Alves

Následující pár postoupil z kvalifikace:
- Pablo Andújar /  Pedro Martínez

### Odhlášení
před zahájením turnaje
- Dušan Lajović /  Franko Škugor → nahradili je  Laslo Djere /  Dušan Lajović

v průběhu turnaje
- Carlos Alcaraz /  Pablo Carreño Busta

## Přehled finále

### Mužská dvouhra
- Carlos Alcaraz vs.  Diego Schwartzman, 6–4, 6–2

### Mužská čtyřhra
- Simone Bolelli /  Fabio Fognini vs.  Jamie Murray /  Bruno Soares, 7–5, 6–7(2–7), [10–6]